# Atletica leggera ai Giochi della X Olimpiade - Lancio del martello

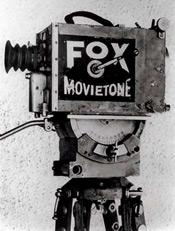
Video della Finale

La competizione del lancio del martello maschile di atletica leggera ai Giochi della X Olimpiade si tenne il 1º agosto 1932 al Memorial Coliseum di Los Angeles.

## L'eccellenza mondiale
| Campione olimpico 1928  | 51,39        | Patrick O'Callaghan | Presente |
| Primatista europeo      | 56,06 (1931) | Patrick O'Callaghan | Presente |
| Vincitore selezioni USA | 52,09        | Frank Connor        | Presente |

Patrick O'Callaghan e Ville Pörhölä sono gli unici due atleti al mondo in grado di lanciare oltre i 53 metri. Ci si aspetta un duello tra l'irlandese e il finlandese.

## Turno di qualificazione
I quattordici lanciatori iscritti sono ammessi direttamente alla finale.

## Finale
Pörhölä esordisce bene (51,27). Oltre al finlandese, solo l'americano Zaremba (50,33) varca la fettuccia dei 50 metri. Ma la gara è ancora lunga.

Al secondo turno O'Callaghan sale in testa con 52,21, ma Pörhölä replica subito con 52,27.

Nessuno tra i primi riesce a migliorarsi nei turni successivi. O'Callaghan infila due buoni lanci a 51,81 e 51,85, ma non smuove la classifica.

Quando si pensa che le posizioni si siano ormai cristallizzate, all'ultimo turno l'irlandese piazza la botta vincente sfiorando i 54 metri.
| Pos.    | Atleta            | Età | Nazione     | Misura | Lanci | Lanci | Lanci | Lanci | Lanci | Lanci |
| Pos.    | Atleta            | Età | Nazione     | Misura | 1°    | 2°    | 3°    | 4°    | 5°    | 6°    |
| ------- | ----------------- | --- | ----------- | ------ | ----- | ----- | ----- | ----- | ----- | ----- |
| Oro     | Pat O'Callaghan   | 26  | Irlanda     | 53,92  | 47,76 | 52,21 | 50,87 | 51,81 | 51,85 | 53,92 |
| Argento | Ville Pörhölä     | 34  | Finlandia   | 52,27  | 51,27 | 52,27 | N     | N     | 50,86 | 51,76 |
| Bronzo  | Pete Zaremba      | 23  | Stati Uniti | 50,33  | 50,33 | 47,67 | 50,16 | N     | N     | N     |
| 4       | Ossian Skiöld     | 43  | Svezia      | 49,25  | 49,25 | 47,95 | 48,39 | 47,84 | 48,08 | 48,75 |
| 5       | Grant McDougall   | 21  | Stati Uniti | 49,12  | 48,36 | 49,02 | N     | 49,12 | N     | 48,79 |
| 6       | Federico Kleger   | 29  | Argentina   | 48,33  | 42,57 | 45,77 | 48,33 | N     | N     | 47,79 |
| 7       | Gunnar Jansson    | 34  | Svezia      | 47,79  | 47,33 | N     | 47,79 |       |       |       |
| 8       | Armando Poggioli  | 44  | Italia      | 46,90  | 44,25 | 45,47 | 46,90 |       |       |       |
| 9       | Fernando Vandelli | 25  | Italia      | 45,16  | N     | 43,42 | 45,16 |       |       |       |
| 10      | Yuji Nagao        | 25  | Giappone    | 43,41  | 43,41 | N     | N     |       |       |       |
| 11      | Francisco Dávila  |     | Messico     | 41,61  | 37,07 | 41,61 | N     |       |       |       |
| 12      | Masayoshi Ochiai  | 22  | Giappone    | 41,00  | N     | 38,70 | 41,00 |       |       |       |
| 13      | Carmine Giorgi    | 21  | Brasile     | 36,45  | 35,49 | 36,45 | N     |       |       |       |
| -       | Frank Connor      | 23  | Stati Uniti | NM     | N     | N     | N     |       |       |       |